# Scroogle
Scroogle era un servicio web que ocultaba la dirección IP de los usuarios que deseaban realizar búsquedas en Google de manera anónima. Scroogle también ofrecía a los usuarios la opción de cifrar toda la comunicación entre su computadora y la página de búsqueda mediante SSL.
La herramienta fue creada por Daniel Brandt, un detractor de Google, quien estaba preocupado con la recopilación de información sobre usuarios de parte de Google, y estableció Scroogle para filtrar las búsquedas a través de sus servidores antes de remitirlas a Google. —No conservó los términos de búsqueda y borro todos mis registros cada semana. Así que aunque los federales vengan a hacerme preguntas, no conozco la respuesta porque ya no tengo los registros— dijo. —No asocio los términos con la dirección del usuario de ninguna manera, pues ni los puedo combinar.—
El tráfico al sitio se duplicó cada año y en diciembre de 2007, Scroogle superó los 100.000 visitantes por día.
Además de búsquedas anónimas, la herramienta permitía a los usuarios realizar búsquedas Google sin recibir publicidad de Google. Scroogle tenía soporte para 28 idiomas y la herramienta también estaba disponible como un complemento para ciertos navegadores.
A principios de 2012 cerró tras multitud de problemas y cortes en el servicio.